# Ruth Grossenbacher

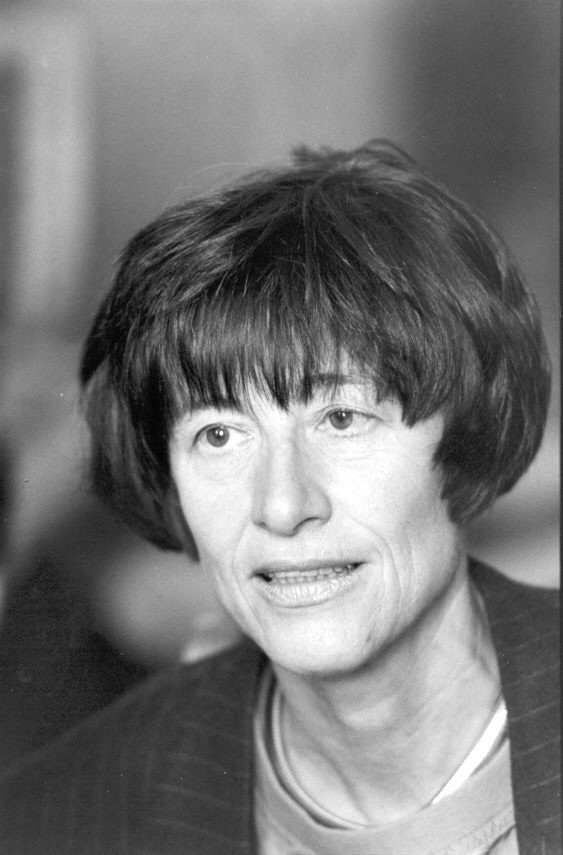
Ruth Grossenbacher-Schmid (1992)

Ruth Grossenbacher-Schmid (* 13. September 1936 in Kapstadt; heimatberechtigt in Obererlinsbach) ist eine Schweizer Politikerin der CVP (seit 2021 Die Mitte).

## Leben
Ruth Grossenbacher, geborene Schmid, wurde 1936 als jüngste von drei Töchtern eines Schweizer Ehepaares in Kapstadt geboren. Ihr Vater war 1921 nach Südafrika ausgewandert und baute für den Schuhhersteller Bally eine Fabrik mit auf. 1946 zog die Familie in die Schweiz zurück; der Vater arbeitete fortan in Schönenwerd am Hauptsitz der Bally. Nach der obligatorischen Schulzeit besuchte sie das Lehrerseminar der Kantonsschule Solothurn, absolvierte eine Ausbildung zur Erwachsenenbildnerin und erwarb das Englischlehrerdiplom. Sie arbeitete zwanzig Jahre als Englischlehrerin an einer Berufsmittelschule.
Ruth Grossenbacher-Schmid ist verheiratet und  Mutter von zwei Töchtern. Die ältere Tochter wurde mit einem schweren Herzfehler geboren und verstarb im Alter von sechs Jahren während einer Operation.

## Politik
Ruth Grossenbachers politisches und gesellschaftliches Engagement ist geprägt vom Einsatz für die Anliegen von Frauen, Minderheiten und sozial Benachteiligten, und sie setzt sich als «Brückenbauerin» für den Kulturaustausch und die Künste allgemein ein.
1969 wurde Ruth Grossenbacher Präsidentin der Kindergartenkommission ihrer Gemeinde. Zwei Jahre nach der Einführung des Frauenstimmrechts in der Schweiz, 1973, wurde sie in den Gemeinderat Niedererlinsbach gewählt, 1981 in den Verfassungsrat des Kantons Solothurn.
Für die soziale und politische Gleichstellung der Frauen engagierte sich Ruth Grossenbacher zunächst in ihrer Partei: 1978 wurde sie Präsidentin der CVP-Frauen des Kantons Solothurn, von 1986 bis 1991 war sie die zweite Präsidentin der CVP-Frauen Schweiz. Auf ihren Antrag hin führte die CVP Schweiz Ende 1991 als erste bürgerliche Partei für ihre Parteigremien eine Mindestvertretung von einem Drittel für beide Geschlechter ein.
Von 1991 bis 1999 war Ruth Grossenbacher Mitglied des Nationalrates, wo sie 1996/97 die Kommission Wirtschaft, Bildung, Kultur, WBK, präsidierte und sich in der Bildungs-, Sozial- und Kulturpolitik einen Namen machte. Ihr besonderes Anliegen war die Chancengleichheit von Frauen und Männern in der Berufslehre und an den schweizerischen Hochschulen. Sie lancierte das Thema 1993 in einer Motion, worauf der Bundesrat eine interdepartementale Arbeitsgruppe einsetzte, die untersuchte, wie der «Frauenanteil an Berufsmaturitäts- und Fachhochschulen erhöht werden» könne. Auch ihre Motion zur Förderung der Fernstudien auf Hochschulebene von 1994 argumentiert neben allgemeinen bildungspolitischen Überlegungen mit der Flexibilität, die speziell für Frauen «im Hinblick auf ihren Wiedereinstieg in das Berufsleben» wichtig sei. Grossenbacher verfolgte das Thema der Frauenpolitik weiter als Präsidentin des Beratungsorgans des Bundesamtes für Berufsbildung und Technologie, BBT, für Chancengleichheit von Frauen und Männern an den Fachhochschulen, 2000–2007.
Von 1994 bis 2001 wirkte Ruth Grossenbacher als Präsidentin der Pro Familia Schweiz.
Für die Vereinten Nationen war sie 1994 in ihrem Geburtsland Südafrika als Wahlbeobachterin im Einsatz.
Im Dezember 1998 beschloss der Schweizerische Nationalrat die Teilnahme des Landes an der Expo 2000 in Hannover. In der kontroversen Debatte des Nationalrates votierte Ruth Grossenbacher für das Projekt:

„Eine Minderheit glaubt, ein Land müsse an einer Weltausstellung seine Produkte vor dem Publikum ausbreiten, das technische know-how vorstellen […]; das ist möglich. Aber die Mehrheit der Kommission folgt den Vorstellungen des Projektgewinners Peter Zumthor, der die Werte und nicht die Produkte unseres Landes vorstellen will; Produkte ändern sich, Werte bleiben […]. Das Konzept zur Expo 2000 Hannover will nicht Schein, nicht Glitzer und Glimmer, nicht Effekthascherei, sondern Lebensqualität vermitteln. […]“

Der Auftritt der Schweiz mit dem von Peter Zumthor gestalteten Pavillon und der Thematik «Mensch – Natur – Technik» wurde von 3,5 Mio. Besuchern besucht. Organisatorisch umgesetzt wurde der fünf Monate dauernde Auftritt durch ein Generalkommissariat, zu dessen Leiterin Ruth Grossenbacher berufen wurde; sie war 1999 aus dem Nationalrat zurückgetreten. Im Generalkommissariat arbeiteten 39 Personen mit, im Gastrobereich zusätzliche 50 Personen. Höhepunkte bildeten der Schweizertag am 9. Juni und der Besuch des Ehrengastes, des Bundespräsidenten Adolf Ogi. Peter Zumthor würdigte Ruth Grossenbachers Arbeit im Schlussbericht:

„Botschafter Rudolf Bärfuss hat uns frühzeitig einen noch zu wählenden Generalkommissär für das Unternehmen oder eine Generalkommissärin angekündigt, als jemanden, der die Schweiz bei wichtigen Anlässen repräsentiert. Und dann kam die hervorragende Ruth Grossenbacher, die sich nicht mit dem Repräsentieren begnügte, sondern die mitarbeitete und mitdachte. Das war ein Glücksfall. Sie hat das Team vor Ort hervorragend geführt und betreut, menschlich und kompetent. […]“

Von 1997 bis 2002 stellte sich Ruth Grossenbacher in den Dienst des Fondsbeirats des «Schweizer Spezialfonds zugunsten bedürftiger Opfer des Holocaust». Er wurde 1997 als Folge der Debatte von 1996 über die Rolle der Schweizer Banken während des Zweiten Weltkrieges errichtet. Der Fondsleitung unter dem Präsidenten Rolf Bloch stand ein Beirat von 18 Personen zur Seite. Die Arbeit umfasste neben der Erarbeitung von Verfahrensregeln und der Ermittlung von Opfern auch die Vorbereitung von Auszahlungen und gelegentlich die Anwesenheit bei der Auszahlung. Ruth Grossenbacher war 1997 in Opava, Tschechien, als Vorsitzende der Behindertenorganisation Insieme anwesend bei der ersten Auszahlung an Opfer, die als Behinderte das nationalsozialistische «Euthanasie»-Programm überlebt hatten, sowie an einer Übergabe an Personen, die aus politischen Gründen verfolgt worden waren.
Im Jahr 2002 wurde Ruth Grossenbacher Präsidentin von Präsenz Schweiz, einer Verwaltungseinheit des Eidgenössischen Departements für auswärtige Angelegenheiten, die für die «Bewältigung der Problematik der nachrichtenlosen Vermögen» gegründet wurde. Während ihres Präsidiums wurde der Bundesbrief von 1291 in der Ausstellung «Sister Republics» 2006 in Philadelphia erfolgreich präsentiert.
Die Gleichstellung blieb ein wichtiges Anliegen. 2006 war Ruth Grossenbacher beteiligt am 4. Internationalen Branchenseminar für Frauen in Führungspositionen von Holzbau- und Innenausbaubetrieben in Meran, das die Hochschule für Architektur, Bau und Holz (HSB) in Biel-Bienne initiiert hatte, das heutige Departement Architektur, Bau und Holz der Berner Fachhochschule, und zusammen mit der Fachhochschule Rosenheim umsetzte.
Auch in der Bildungspolitik verfolgte sie das Thema der Gleichstellung weiter, als Präsidentin des Beratungsorgans des Bundesamtes für Berufsbildung und Technologie, BBT, für Chancengleichheit von Frauen und Männern an den Fachhochschulen, 2000–2007. 2005 hielt sie fest:

„Wir sind noch lange nicht am Ziel, auch wenn es beachtlich ist, was wir vorweisen können. Nach wie vor liegt in der Schweiz die Quote der weiblichen Teilnehmenden an Bildungsangeboten und den wirtschaftlichen Möglichkeiten fast durchgängig unter derjenigen der Männer. Dies hat nicht zuletzt mit der starken Geschlechtersegregation in den Berufsfeldern zu tun. Frauen wählen immer noch mehrheitlich so genannt typische Frauenberufe, die weniger Prestige haben. Da stellt sich uns nun mit der Integration der Fachhochschulausbildungsgänge der Gesundheit, sozialen Arbeit und Kunst in Bundeskompetenz eine neue Ausgangslage. Chancengleichheit bedeutet hier gerade umgekehrt, mehr Männer für diese Berufsfelder zu motivieren.“

## Kulturelles Wirken
Ruth Grossenbacher setzte ihre Erfahrung und Gestaltungskraft für kulturelle Projekte ein, beispielsweise für das Museum für Musikautomaten in Seewen oder von 1995 bis 2005 als Präsidentin der Gesellschaft Solothurner Filmtage. Sie «förderte die Weiterentwicklung dieser bedeutenden und einzigartigen Werkschau.»
Ein langjähriges Anliegen Grossenbachers ist die Pflege der Erinnerung an den Schweizer Dramatiker Cäsar von Arx, den sie in ihrer Kindheit persönlich gekannt hat. Als von Arx’ Grab 1975 aufgehoben werden sollte, regte Grossenbacher eine Umbettung und eine würdige Gestaltung der neuen Grabstelle an und setzte das Projekt als verantwortliche Gemeinderätin um. Sie ist Stiftungsrätin der Cäsar von Arx Stiftung und hat sich dort miteingesetzt für die vierbändige Werkausgabe, für zwei Korrespondenzbände und für die gegenwärtig laufende Erarbeitung der Biografie des Dramatikers. Der besseren Sichtbarkeit von Cäsar von Arx’ Wirken in Gesellschaft und Wissenschaft dienen auch ihre Führungen im Studierzimmer seines ehemaligen Wohnhauses. 1996 ermöglichte sie im Palais Besenval in Solothurn und 1999 in Niedererlinsbach SO die Ausstellung Vater und Tochter über Cäsar von Arx und seine Tochter, die Grafikerin Maja von Arx. Im Sommer 2001 hatte sie das Patronat im Organisationskomitee  für die Aufführung von Cäsar von Arx’ Theaterstück «Vogel friss oder stirb» in Niedererlinsbach.
1998 gelang es Ruth Grossenbacher, die Hodler-Sammlung der Sammlerin Jeanne Charles Cerani-Ćišić aus Sarajevo in einer Ausstellung in Olten zu zeigen, ein kulturpolitisches Ereignis, das durch die Teilnahme des damaligen Bundespräsidenten Flavio Cotti an der Vernissage in der christkatholischen Stadtkirche Olten gewürdigt wurde. Im Ausstellungskatalog hielt sie die Vorgeschichte fest.
Ruth Grossenbachers Interesse an der Kunstgattung Fotografie und die Sorge um den Verlust des fotografischen Kulturerbes führten 2009 zur Gründung des Vereins Archiv Olten, den sie als erste Präsidentin bis 2015 leitete. Der Verein stellt sich die Aufgabe der «Erhaltung und Förderung der Fotografie des Jurasüdfusses». Ruth Grossenbacher leistete dazu in Zusammenarbeit mit den Oltner Museen Hintergrundarbeit und regte große Ausstellungen mit Katalogen und vielfältigen Rahmenprogrammen an, darunter 2011/2012 im Historischen Museum Olten Fotografie der Gegenwart am Jurasüdfuss; 2013 in der Christkatholischen Stadtkirche Olten Der andere Blick, mit Werken der beiden Fotografen Franz Gloor und Roland Schneider und 2014 in der Zentralbibliothek Solothurn die erweiterte Ausstellung Der andere Blick: Die Fotografen Roland Schneider und Franz Gloor.
Zusammen mit ihrem Ehemann Rolf Grossenbacher engagiert sich Ruth Grossenbacher für regionale kulturelle Vorhaben ihrer Wohngemeinde. 2015 wirkten sie mit bei der Planung und Umsetzung einer Ausstellung zu Ehren des Malers Arthur Wiss (1895–1955), der nach dem Besuch der Kunstgewerbeschule Basel und der Anstellung in einem Malatelier in Paris in seinen Geburtsort Niedererlinsbach zurückgekehrt war.

## Auszeichnungen
- 2019: Anerkennungspreis des Kantons Solothurn

## Würdigung
- 2020: Porträt Ruth Grossenbacher in der Sonderausstellung des Historischen Museums Olten über die ersten Solothurner Politikerinnen nach der Einführung des Frauenstimm- und -wahlrechts: Pionierinnen. Eine Würdigung.[30]